# 諫早市立小野中学校
諫早市立小野中学校（いさはやしりつ おのちゅうがっこう）は、長崎県諫早市小野町にある公立中学校。

## 概要
歴史
1947年（昭和22年）の学制改革により発足した新制中学校。
校訓
「自主、積極」
校章
はばたく鳥が「中」の文字を抱えているデザインとなっている。
校歌
作詞は風木雲太郎、作曲は山口健作による。歌詞は2番まであり、両番に校名の「小野中学校」が登場する。
校区
諫早市赤崎町、黒崎町、小野町、小野島町、川内町、長野町、中央干拓。小学校区は諫早市立小野小学校。

## 沿革
- 1947年（昭和22年）4月1日 - 学制改革（六・三制の実施）が行われる。
  - 諫早市小野国民学校の初等科が改組され、「諫早市立小野小学校」となる。
  - 諫早市小野国民学校の高等科が改組され、新制中学校「諫早市立小野中学校」が発足。当時独立校舎はまだなく、小学校に併設される。
- 1963年（昭和38年）- 現在地に移転完了。

## アクセス
最寄りの鉄道駅
- 島原鉄道線　干拓の里駅

最寄りのバス停
- 島鉄バス尾崎バス停

最寄りの幹線道路
- 国道57号（島原街道）尾崎交差点

## 周辺
- 諫早市小野体育館・小野ふれあい会館
- 諫早警察署小野町警察官駐在所
- JA長崎県央小野支店
- 諫早市立小野小学校
- 諫早小野郵便局
- 宗方神社
- 菅整形外科病院

## 関連事項
- 長崎県中学校一覧